# Hinterhoftheater (München)

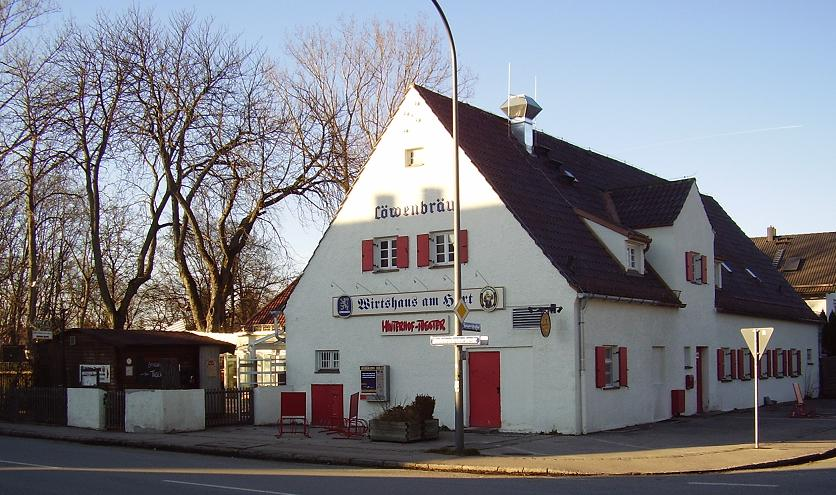
Hinterhoftheater im Wirtshaus am Hart

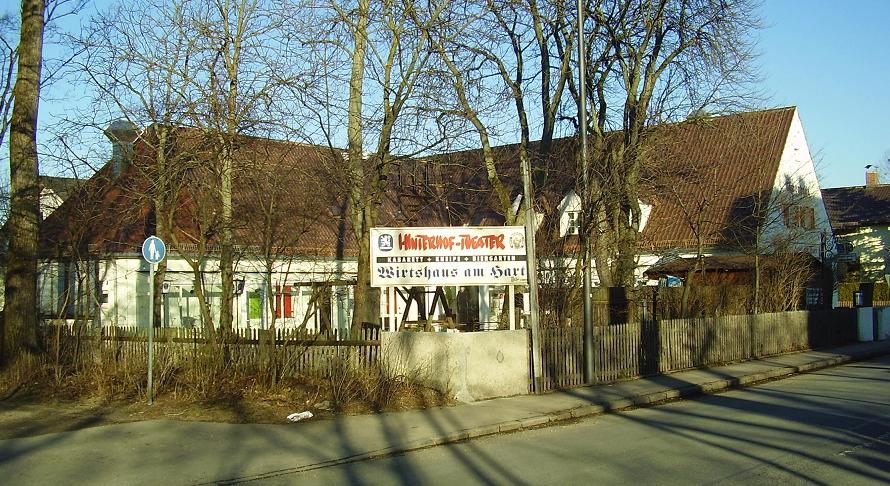
Biergarten und links im Bild der Bühnenanbau

Das Hinterhoftheater war eine am 1. Dezember 1977 von Günter Knoll und Thomas Brönner gegründete Kleinkunstbühne im Hinterhof der Gabelsbergerstraße 50 in München. Im Juli 1980 zog das Hinterhoftheater ins Wirtshaus am Hart in der Sudetendeutschestraße 40 in München um. Es wurde Ende März 2007 geschlossen. Nachfolgeorganisation ist HINTERHOF.kultur. Die Veranstaltungsagentur verfügt zwar über kein festes Haus mehr, führt aber das Programm an wechselnden Bühnen unter der Leitung von Günter Knoll fort.

## Programm (Auswahl)
Zum Programm der Kleinkunstbühne zählten und zählen Künstler aus dem deutschsprachigen Raum wie Biermösl Blosn, Ottfried Fischer, Richard Rogler, Sissy Perlinger, Josef Hader, Jörg Hube, Gerhard Polt, Harald Schmidt und die Wellküren.